# 昂济勒迪克
昂济勒迪克（法語：Anzy-le-Duc，法語發音：[ɑ̃zi lə dyk]）是法国索恩-卢瓦尔省的一个市镇，属于沙罗勒区。

## 地理
昂济勒迪克（46°19'12"N, 4°3'36"E）面积25.06 平方千米，位于法国勃艮第-弗朗什-孔泰大區索恩-卢瓦尔省，该省份为法国中部省份，北起顺时针与科多尔省、汝拉省、安省、罗讷省、卢瓦尔省、阿列省和涅夫勒省接壤。
与昂济勒迪克接壤的市镇（或旧市镇、城区）包括：蒙索莱图瓦勒、博日、布里奥奈地区圣迪迪耶、萨里、布里奥奈地区瑟米尔。

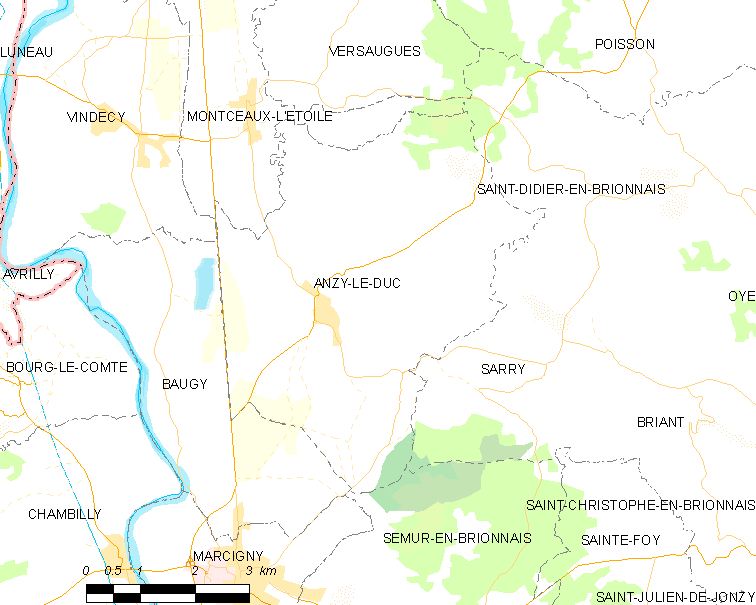
昂济勒迪克的OSM定位图

昂济勒迪克的时区为UTC+01:00、UTC+02:00（夏令时）。

## 行政
昂济勒迪克的邮政编码为71110，INSEE市镇编码为71011。

## 政治
昂济勒迪克所属的省级选区为帕赖勒莫尼亚勒县。

## 人口

1962-2008年间昂济勒迪克人口变化图示

昂济勒迪克于2022年1月1日时的人口数量为423人。